# خوزه راموس دلگادو
خوزه راموس دلگادو (انگلیسی: José Ramos Delgado; ۲۵ اوت ۱۹۳۵ – ۳ دسامبر ۲۰۱۰) بازیکن فوتبال اهل آرژانتین بود.
از باشگاه‌هایی که در آن بازی کرده‌است می‌توان به باشگاه فوتبال ریور پلاته، باشگاه فوتبال بانفیلد، باشگاه فوتبال سانتوس، و باشگاه فوتبال لانوس اشاره کرد.
وی همچنین در تیم ملی فوتبال آرژانتین بازی کرده‌است.